# Turlapaty Kutumba Rao
Turlapaty Kutumba Rao (10 de agosto de 1933-11 de enero de 2021) fue un periodista y orador indio, conocido por su servicio al periodismo en idioma telugu. Se informa que escribió más de 4000 biografías y pronunció más de 16000 discursos públicos que han sido registrados por el Libro Telugu de los Récords como un récord mundial.

## Biografía
Nació en 1933 en Vijayawada en el estado de Andhra Pradesh, en el sur de la India. Fue secretario de T. Prakasham, exministro Principal del estado y se sabe que propuso la idea de demarcar estados sobre la base del lenguaje en 1947, cuando la India se independizó. También fue presidente de Andhra Pradesh Grandhayala Parishad, un organismo de formulación de políticas del Gobierno de Andhra Pradesh. El viaje de su vida está registrado en su autobiografía, Naa Kalam, publicada en 2012.
Recibió el Pratibha Puraskar de la Universidad Telugu, el título Kalaprapoorna de la Universidad Andhra y el título de Guardián del Telugu de C. Rajagopalachari, entonces gobernador de Andhra Pradesh. Recibió la medalla de oro del presidente. Fue honrado por el Gobierno de la India, en 2002, con el cuarto premio civil indio más alto de Padma Shri, convirtiéndolo en el primer periodista del estado de Andhra Pradesh en recibir el premio. También fue nominado para el Padma Bhushan en 2014.